# Kristina Rezcovová
Kristina Rezcovová, rusky Кристина Леонидовна Резцова (* 27. dubna 1996 Moskva) je ruská reprezentantka v biatlonu.
Ve světovém poháru nevyhrála ve své dosavadní kariéře žádný individuální ani kolektivní závod. Nejlépe obsadila třetí místo v závodu s hromadným startem ve francouzském Annecy v prosinci 2021.
Biatlonu se věnuje od roku 2010. Ve světovém poháru debutovala v březnu 2018 ve sprintu v ruské Ťumeni.
Její matkou je bývalá sovětská a ruská biatlonistka a běžkyně na lyžích, olympijská vítězka Anfisa Rezcovová, a sestrou bývalá ruská biatlonistka Darja Virolainenová.

## Olympijské hry a mistrovství světa
Kristina Rezcovová se neúčastnila žádných olympijských her asi Mistrovství světa v biatlonu. Je nominována na olympijské hry v Pekingu.

### Olympijské hry a mistrovství světa
| Sezóna  | Akce | Místo  | SP | SZ  | HZ | IZ | ŠT | SŠT | SZD | Věk    |
| ------- | ---- | ------ | -- | --- | -- | -- | -- | --- | --- | ------ |
| 2021/22 | ZOH  | Peking | 6. | 26. | 5. | 9. | 2. | 3.  | ×   | 25 let |